# Forza Ecuador
Forza Ecuador (in spagnolo: Fuerza Ecuador - FE) è un partito politico ecuadoriano di centro-destra fondato nel 2015 su iniziativa di Dalo Bucaram, dopo lo scioglimento del Partito Roldosista Ecuadoriano.
In occasione delle elezioni generali del 2017 ha sostenuto la candidatura di Bucaram, che ha conseguito il 4,8% dei voti, e ha ottenuto un seggio su 137.